# Тантуни
Танту́ни (тур. Tantini, Dontuni) — турецкое блюдо из мяса и помидоров, относящееся к фастфуду. Впервые тантуни стало подаваться в городе Мерсин.
Для приготовления используется мелко порубленное мясо (как правило телячье, хотя иногда используется и куриное). Измельчённое мясо кладут вариться в солёную воду, затем обжаривают на сковороде. Полученная масса заливается хлопковым маслом и водой, чтобы не пригорело. После, мясо выкладывается в лаваш либо в питу и добавляется красный острый перец, паприка, соль и сумах.
Тантуни подают преимущественно в качестве начинки для лаваша, также в специальной пите или обычном хлебе. Перед тем как добавить начинку, лаваш или хлеб прижимают к ней для пропитки мясным соком. По вкусу добавляется зелень и лук.
В Мерсине каждый год проходит фестиваль тантуни.